# Rue de Lobau
Pour les articles homonymes, voir Lobau (homonymie).
La rue de Lobau est une voie située dans le 4e arrondissement de Paris, en France, formant la limite entre le quartier Saint-Gervais et celui Saint-Merri.

## Situation et accès
Une des sorties de la station de métro Hôtel de Ville (lignes 1 et 11) débouche à l'extrémité nord de la rue.
S'y trouvent aussi une station Vélib' (no 4016) et un parc de stationnement souterrain (Vinci Lobau-Rivoli).

## Origine du nom

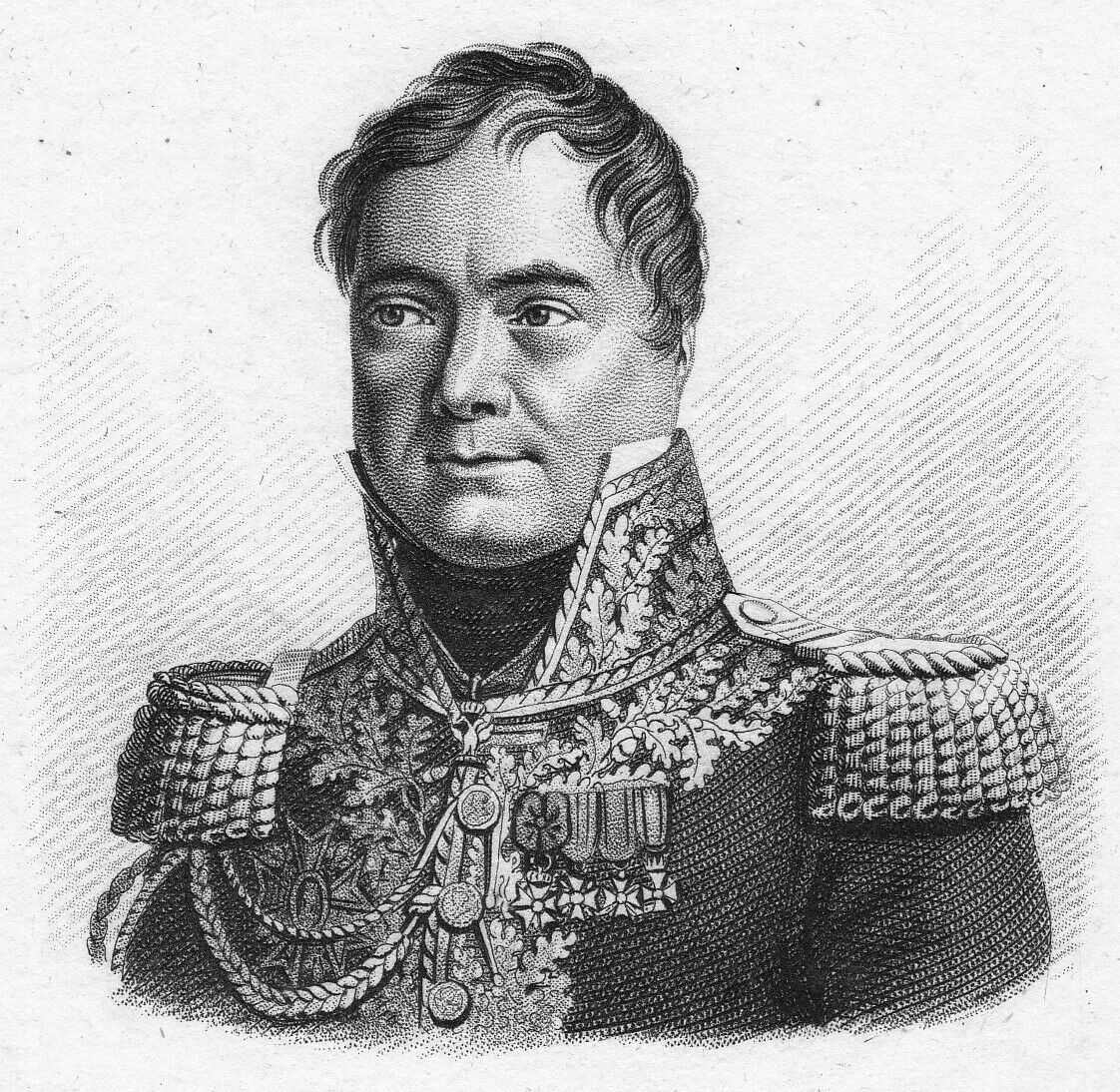
Georges Mouton, comte de Lobau.

Cette rue porte le nom de Georges Mouton, comte de Lobau, maréchal et pair de France.

## Historique

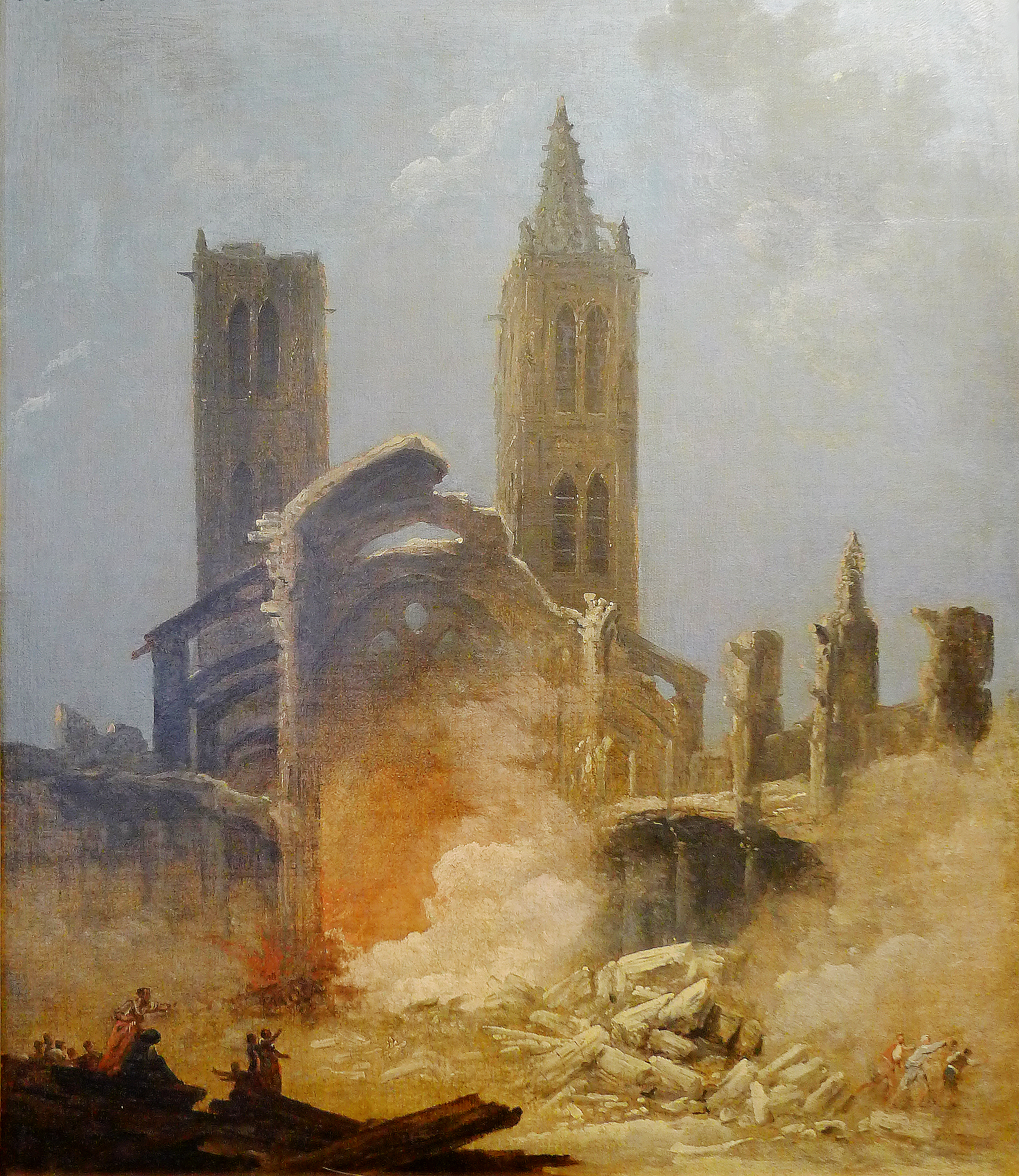
Démolition de l'église Saint-Jean-en-Grève en 1800 (Hubert Robert).

À l'emplacement de la rue se trouvaient l'église Saint-Jean-en-Grève (détruite entre 1797 et 1800) et une partie de sa paroisse. Les rues suivantes étaient orientées nord-sud :
- la rue Pernelle (ou « ruelle du Port-au-Blé », ou « rue Perronnelle », allant du quai de la Grève à la rue de la Mortellerie) ;
- la rue de la Levrette (allant de la rue de la Mortellerie à la rue du Martroi) ;
- la rue du Tourniquet-Saint-Jean (ou « rue du Pet-au-Diable[3] » jusqu'en 1807, « rue du Sanhédrin » jusqu'en 1815, allant de la rue du Martroi à la rue de la Tixéranderie).

Et les rues orientées est-ouest :
- la rue de la Tixéranderie (ou « de la Tisseranderie », qui allait de la place Baudoyer vers l'ouest en évitant la place de Grève) ;
- la rue du Martroi-Saint-Jean (allant de la place de Grève à la rue du Monceau-Saint-Gervais) ;
- et la rue de la Mortellerie (l'actuelle rue de l'Hôtel-de-Ville).

La réunion des rues Pernelle, de la Levrette et du Tourniquet, après alignement des façades et élargissement de 6 mètres de large à 18 mètres en 1836, prend le nom de « rue Lobau » en décembre 1838.
Le nom est choisi d'après Georges Mouton, qui s'est fait remarquer lors de la bataille d'Essling (en 1809), et a été fait comte de Lobau par Napoléon, puis maréchal de France par Louis-Philippe. Il vient de mourir en 1838.
Le 22 décembre 1838, le ministre de l'Intérieur, Camille Bachasson, comte de Montalivet, écrit à ce sujet au Préfet de la Seine, Claude Philibert Barthelot de Rambuteau, :
« Monsieur le préfet, vous avez proposé de profiter du moment où l'on s'occupe de restaurer et d'agrandir l'Hôtel-de-Ville, pour changer les noms bizarres et insignifiants que portent plusieurs des rues qui entourent ce monument et y substituer ceux d'hommes qui ont rendu d'éminens services à la ville, ou contribué à son embellissement, et parmi lesquels vous placez au premier rang l'illustre commandant de la Garde nationale, dont Paris et la France entière déplorent si vivement la perte. D'après le compte que j'en ai rendu au roi, sa Majesté a décidé, le 14 de ce mois, que le nom de “Lobau” serait donné à la rue bordant la façade orientale de l'Hôtel-de-Ville, et formée des trois rues actuellement dénommées Pernelle, de la Levrette et du Tourniquet. »
Toutes les petites ruelles qui entourent la place de l'Hôtel-de-Ville sont rasées en 1850-1853 (avant la nomination comme préfet d'Haussmann) lors du percement de la rue de Rivoli ; la rue de Lobau est encore une fois élargie (à 30 mètres, soit la largeur des boulevards), avec, donnant dessus, la place Saint-Gervais (agrandie vers l'ouest), la caserne Napoléon (construite en 1853, occupée d'abord par la Garde puis maintenant par la Direction de l'information de la ville de Paris) et la caserne Lobau (maintenant occupée par la Direction des ressources humaines de la ville de Paris).

## Bâtiments remarquables et lieux de mémoire

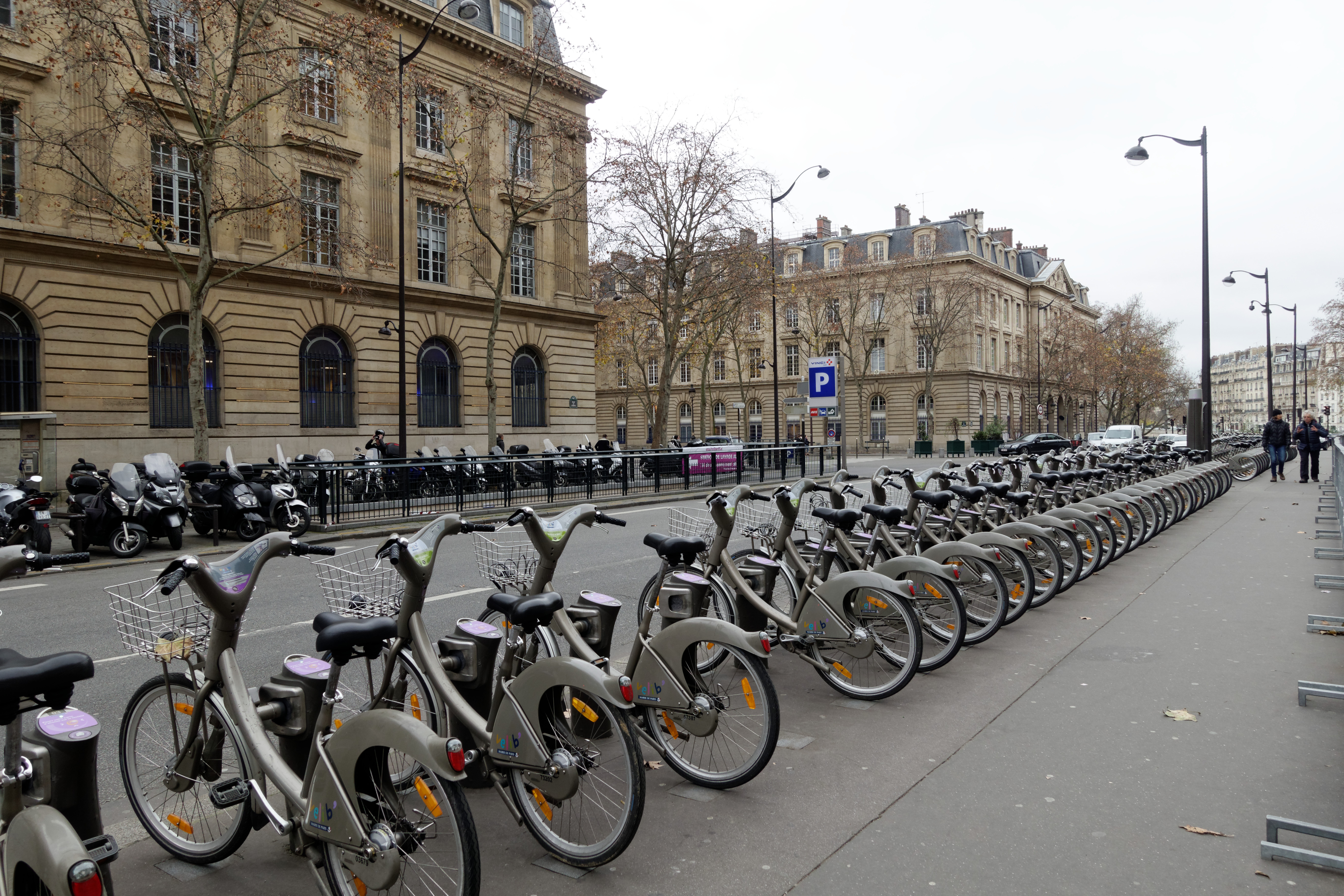
Station Vélib.

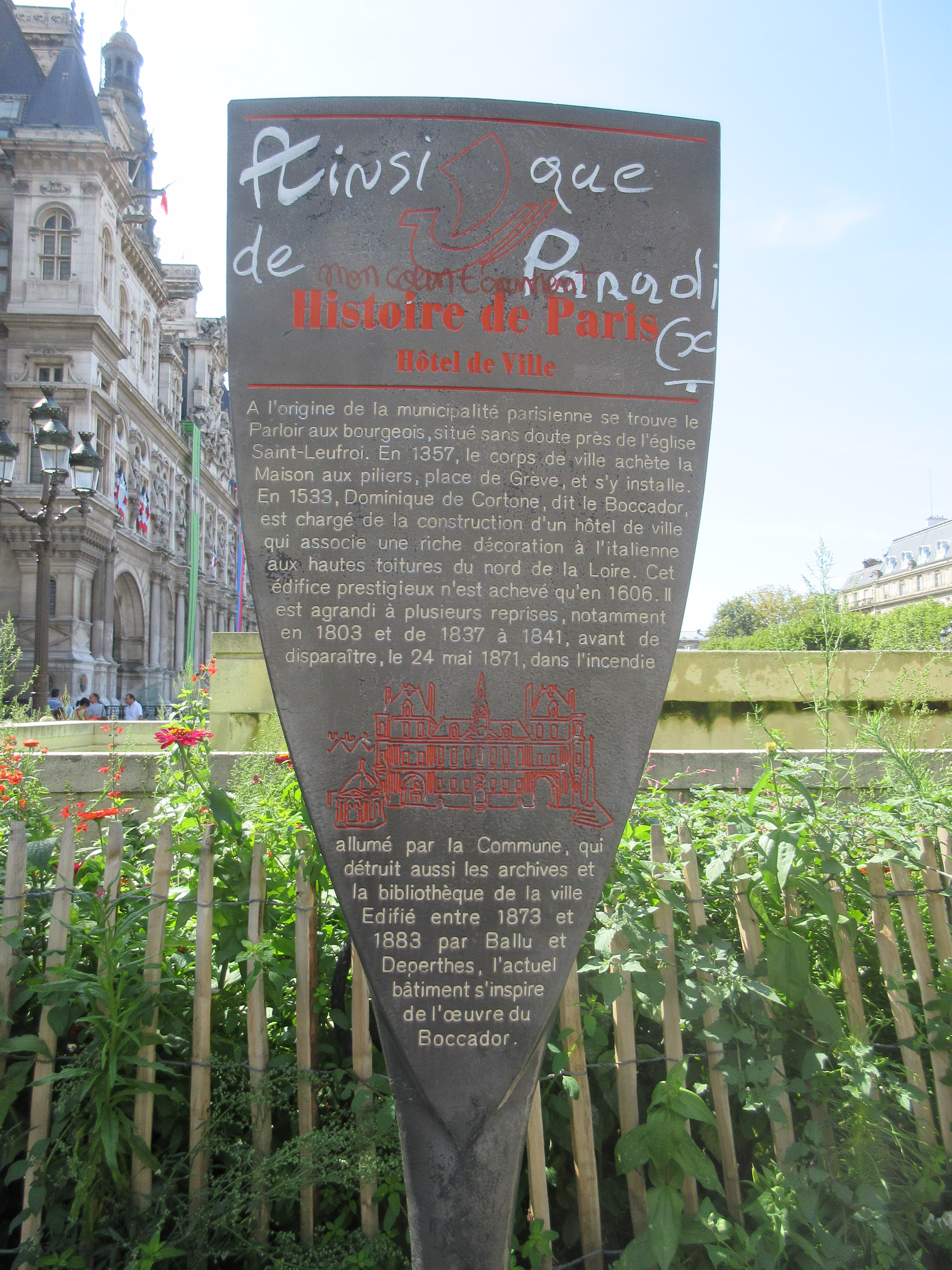
Panneau Histoire de Paris
« Hôtel de Ville ».

- No 4 entrée de l'ancienne caserne Napoléon qui occupe l'espace situé entre les places Saint-Gervais et Baudoyer et les rues François-Miron, de Lobau et de Rivoli[6].
- Ancienne caserne Lobau qui occupe l'espace entre la place Saint-Gervais, la rue de Brosse, le quai de l'Hôtel-de-Ville et la rue de Lobau.
- Accès au jardin des Combattants-de-la-Nueve.
- Accès piétonnier, vers la Seine, au jardin Federico-García-Lorca via une passerelle située sur le quai de l'Hôtel-de-Ville.